# Igor Silva
Igor Silva de Almeida, meglio noto come Igor Silva o Igor Carioca (Rio de Janeiro, 21 agosto 1996), è un calciatore brasiliano, difensore del Lorient.

## Carriera
Cresciuto nel settore giovanile del Comercial, nel 2015 passa all'Asteras Tripolīs. Il 9 gennaio 2018 viene acquistato dall'Olympiacos, con cui firma fino al 2022. Dopo aver collezionato due presenze con la squadra ateniese, il 18 luglio viene ceduto in prestito all'AEK Larnaca.
Il 6 agosto 2019 viene ceduto in prestito all'Osijek. A fine stagione viene riscattato dal club croato.
Il 23 giugno 2021 viene ceduto all'Olympiacos.

## Statistiche

### Presenze e reti nei club
Statistiche aggiornate al 24 febbraio 2024.
| Stagione                | Squadra                 | Campionato              | Campionato | Campionato | Coppe nazionali | Coppe nazionali | Coppe nazionali | Coppe continentali | Coppe continentali | Coppe continentali | Altre coppe | Altre coppe | Altre coppe | Totale | Totale |
| Stagione                | Squadra                 | Comp                    | Pres       | Reti       | Comp            | Pres            | Reti            | Comp               | Pres               | Reti               | Comp        | Pres        | Reti        | Pres   | Reti   |
| ----------------------- | ----------------------- | ----------------------- | ---------- | ---------- | --------------- | --------------- | --------------- | ------------------ | ------------------ | ------------------ | ----------- | ----------- | ----------- | ------ | ------ |
| 2015-2016               | Asteras Tripolīs        | SL                      | -          | -          | CG              | 1               | 0               | UEL                | -                  | -                  | -           | -           | -           | 1      | 0      |
| 2016-2017               | Asteras Tripolīs        | SL                      | 15         | 1          | CG              | 4               | 0               | -                  | -                  | -                  | -           | -           | -           | 19     | 1      |
| 2017-gen. 2018          | Asteras Tripolīs        | SL                      | 12         | 0          | CG              | 2               | 0               | -                  | -                  | -                  | -           | -           | -           | 14     | 0      |
| Totale Asteras Tripolīs | Totale Asteras Tripolīs | Totale Asteras Tripolīs | 27         | 1          |                 | 7               | 0               |                    | -                  | -                  |             | -           | -           | 34     | 1      |
| gen.-giu. 2018          | Olympiacos              | SL                      | 2          | 0          | CG              | 0               | 0               | UCL                | -                  | -                  | -           | -           | -           | 2      | 0      |
| 2018-2019               | AEK Larnaca             | AK                      | 20         | 1          | CC              | 0               | 0               | UEL                | 4                  | 0                  | -           | -           | -           | 24     | 1      |
| 2019-2020               | Osijek                  | 1.HNL                   | 27         | 1          | CC              | 4               | 0               | UEL                | 0                  | 0                  |             | -           | -           | 32     | 1      |
| 2020-2021               | Osijek                  | 1.HNL                   | 31         | 0          | CC              | 2               | 0               | UEL                | 1                  | 0                  |             | -           | -           | 34     | 0      |
| Totale Osijek           | Totale Osijek           | Totale Osijek           | 58         | 1          |                 | 6               | 0               |                    | 1                  | 0                  |             | -           | -           | 65     | 1      |
| 2021-2022               | Lorient                 | L1                      | 28         | 0          | CF              | 0               | 0               |                    | -                  | -                  |             | -           | -           | 28     | 0      |
| 2022-2023               | Lorient                 | L1                      | 7          | 0          | CF              | 3               | 0               |                    | -                  | -                  |             | -           | -           | 10     | 0      |
| 2023-2024               | Lorient                 | L1                      | 5          | 0          | CF              | 0               | 0               |                    | -                  | -                  |             | -           | -           | 5      | 0      |
| Totale Lorient          | Totale Lorient          | Totale Lorient          | 40         | 0          |                 | 3               | 0               |                    | -                  | -                  |             | -           | -           | 43     | 0      |
| Totale Carriera         | Totale Carriera         | Totale Carriera         | 147        | 3          |                 | 16              | 0               |                    | 5                  | 0                  |             | -           | -           | 168    | 3      |

## Palmarès

### Club

#### Competizioni nazionali
- Supercoppa di Cipro: 1

AEK Larnaca: 2018
- Campionato francese di seconda divisione: 1

Lorient: 2024-2025